# Csele-patak
Csele-patak är ett vattendrag i Ungern.   Det ligger i provinsen Baranya, i den sydvästra delen av landet, 170 km söder om huvudstaden Budapest.